# Тачала (герб)
Тачала (пол. Taczała, Żóraw) — польский дворянский герб.

## Описание
В золотом поле журавль, обращённый влево, стоит на одной ноге, а другою (левой), держит камень. Иногда в верхних углах щита в чёрном поле помещается по серебряной шестиугольной звезде. Имели место иные версии герба: журавль мог держать камень в клюве, а стоять на обеих ногах. Возможно, изначально изображён не журавль, а аист.
Герб происходит из Богемии. А.Б. Лакиер писал, что этим знаменем изображается бдительность в тёмную ночь. Верхняя половина щита изображает ночное небо.

## История
Впервые этот герб упоминается в 1382 году, в судебных записях.

## Герб используют
Bartkowski, Benoe, Berent, Bonoe, Bubzowski, Budzowski, Daniszewski, Fischer, Gerkow, Gerkowski, Gerszewski, Gierałtowski, Gierko, Gierkowicz, Gierkowski, Gierwatowski, Hejdukiewicz, Hejdukowicz, Horwat, Horwatt, Jasud, Jedowiański, Kiełpsz, Krahn, Rezanowicz, Rożnowski, Skroński, Storch, Tabiński, Talat, Talatko, Todowiański